# Aristolochia palmeri
Aristolochia palmeri är en piprankeväxtart som beskrevs av S. Wats. Aristolochia palmeri ingår i släktet piprankor, och familjen piprankeväxter. Inga underarter finns listade i Catalogue of Life.